# Saint Julien (ort i Mauritius)
Saint Julien är en ort i Mauritius.   Den ligger i distriktet Flacq, i den västra delen av landet, 16 km öster om huvudstaden Port Louis. Saint Julien ligger 329 meter över havet och antalet invånare är 3 188. Den ligger på ön Mauritius.
Terrängen runt Saint Julien är kuperad åt nordost, men åt sydväst är den platt. Runt Saint Julien är det tätbefolkat, med 476 invånare per kvadratkilometer. Närmaste större samhälle är Port Louis, 16,0 km väster om Saint Julien. I omgivningarna runt Saint Julien växer i huvudsak städsegrön lövskog.